# هاجر الشريف
هاجر الشريف هي ناشطة ليبية في مجال السلام وحقوق الإنسان. وُلدت في ليبيا عام 1994، وهي تشارك في قيادة عمل منظمة «معًا نبنيها» في ليبيا. في عام 2011، وفي سن التاسعة عشرة، شاركت هاجر في تأسيس منظمة «TWBI» لبناء السلام في ليبيا وتعزيز حقوق الإنسان.[بحاجة لمصدر] وهي واحدة من أبطال الأمم المتحدة الاثني عشر في مجال المرأة والسلام والأمن وحقوق الإنسان، وعضو في مبادرة القادة الشباب معًا للغاية، التي بدأها كوفي عنان ومؤسسة كوفي عنان. في عام 2020، صنفتها مجلة فوربس ضمن أقوى 50 امرأة في أفريقيا، وأدرجتها شركة أفانيك ميديا ضمن أكثر 100 امرأة أفريقية تأثيرًا لعام 2020. فازت بجائزة السلام للطلاب في عام 2017، وتم ترشيحها لجائزة نوبل للسلام في عام 2019.

## سيرتُها
وُلدت هاجر في ليبيا عام 1994. وهي خريجة كلية الحقوق بطرابلس. في عام 2011، ردًا على عنف الحرب الأهلية الليبية، أسست هاجر منظمة "معًا نبنيها". تهدف المنظمة إلى دعم الانتقال السلمي في ليبيا، والبناء على التفاهم بين الأجيال. إلى جانب مشاركتها في قيادة المنظمة، فهي تدير المشاريع المختلفة للمنظمة، مثل: حقوق الإنسان، المرأة والشباب والسلام والأمن، والقانون الدولي لحقوق الإنسان.
في عام 2013، أنشأت هاجر شبكة 1325 في ليبيا. تربط هذه الشبكة ثلاثين مدينة في مختلف أنحاء ليبيا بهدف تعزيز الروابط المدنية، فضلًا عن تعزيز دور المرأة في بناء السلام وفي المجتمع على نطاق أوسع. باعتبارها قائدة مشاركة لشبكة 1325، ساعدت في تنظيم التدريب وورش العمل وغيرها من الأنشطة حول كيفية اختلاف إجراءات السلام والأمن بالنسبة للنساء في جميع أنحاء ليبيا.

## الجوائز
- في عام 2017 حصلت هاجر على جائزة السلام للطلاب.[7]
- في عام 2019 رُشّحت هاجر لجائزة نوبل للسلام.[8]
- في عام 2020 أدرجت شركة أفانيك ميديا هاجر ضمن قائمة أكثر 100 امرأة أفريقية تأثيرًا.[9]
- في عام 2020 اختيرت هاجر من قبل مجلة فوربس كواحدة من أقوى 50 امرأة في أفريقيا.[10]

## المنشورات
- السلام بين الأجيال: الحاجة إلى إعادة تصميم مائدة السلام.[11]
- إن المجتمع الدولي وحده لن يتمكن من هزيمة التطرف العنيف.[12]
- التأثير على هياكل السلطة: وجهات نظر النوع الاجتماعي والشباب.[13]

## روابط خارجية
- هاجر الشريف - TEDx: كيفية استخدام العشاء العائلي لتعليم السياسة.
- هاجر الشريف: "الشباب في جميع أنحاء العالم بحاجة إلى المشاركة السياسية" (مقطع فيديو).
- هاجر الشريف: كناجية من الحرب بدوام كامل، ما الذي ينقص مناطق الصراع؟
- موقع منظمة معًا لنبنيها.